# 異口同音
異口同音（いくどうおん）は、中国の歴史書からの熟語。

## 概要
多くの人々が口をそろえて同じことを言ったり、多くの人々の意見が一致するということを意味する。異口というのは多くの人々の口であり言葉のことである。

### 由来
この言葉の由来は、晋の葛洪によって著された『抱朴子』という歴史書からである。この中の神仙術について書かれた『道意』に異口同声という言葉が出てきており、声が一つになることは団結や共感が感じられる状況となるとされている。
異口同音という形での由来は、南北朝時代の中国で著された『宋書』である。ここでは行われている会議のことについて書かれており、くだらない会議というのは異口同音である会議のことであり、このような会議というのは時間の無駄であるとされている。